# Tatsuo Utagawa
Pour les articles homonymes, voir Utagawa.
Tatsuo Utagawa (宇田川 竜男, Utagawa Tatsuo), 1917 à Tokyo - 2006, est un ornithologue japonais, ancien professeur à l'université Azabu. En 1937 il est diplômé de l'université de Tokyo en médecine vétérinaire puis travaille au zoo d'Ueno. En 1958, il obtient son doctorat en sciences de l'université de Hokkaido, sur la recherche « Étude comparative des chromosomes chez les oiseaux ». Il est plus tard chef de section pour les oiseaux et la faune sauvage à la station forestière expérimentale pour le ministère japonais de l'Agriculture et des forêts.
En 1959 il reçoit le prix de la « Société ornithologique du Japon » et publie différents articles académiques dans le journal de la Société et autres journaux scientifiques.

## Publications (sélection)
- The God of Practical Jokes (1956)
- Handbook on the colours of wild birds (1957)
- Enjoyable methods for raising birds (1958)
- The crows story (1975) (dans la série des manuels de sciences naturelles des écoles élémentaires)